# Franz Gruß

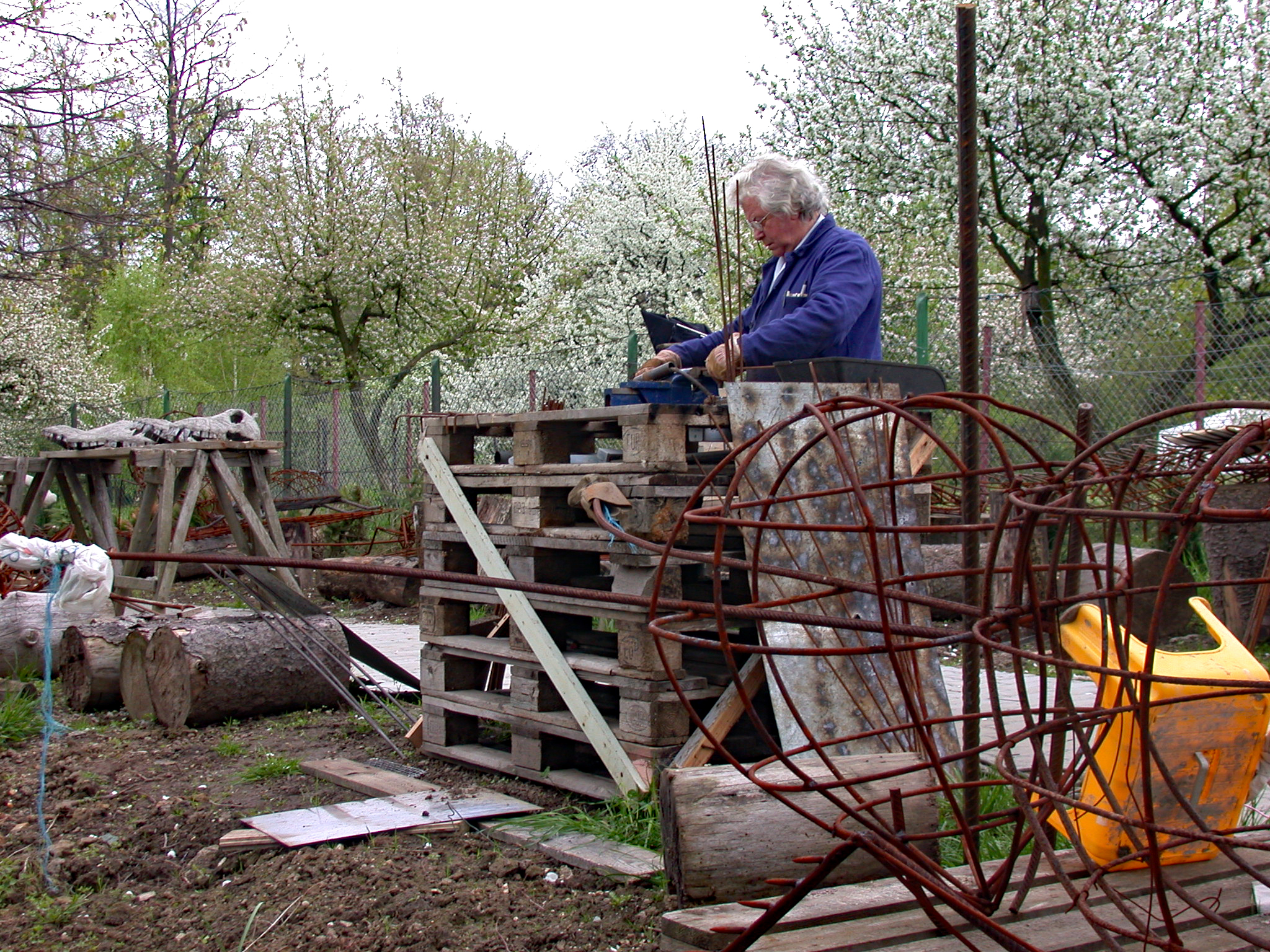
Franz Gruß bei der Arbeit 2002

Franz Gruß (* 29. Januar 1931 in Ringwalde bei Malapane, Oberschlesien; † 30. Oktober 2006 in Bautzen) war ein deutscher Bildhauer.

## Leben
Mit zwölf Jahren entdeckte er das Malen und Zeichnen sowie das Modellieren für sich. Dieses Talent begünstigte seinen weiteren beruflichen Werdegang. Nach dem Krieg ließ sich seine Familie in Großwelka bei Bautzen nieder und er begann eine Ausbildung zum Dekorationsmaler. Später absolvierte er Lehrgänge an der Abendschule und vollendete dann seine Ausbildung als Bildhauer.
1978 modellierte er in seinem Privatgarten die ersten Saurier-Figuren aus dem Mesozoikum. So entstand der erste Sauriergarten, in dem auch originalgetreue Nachbildungen und Modelle von Menschenaffen zu sehen sind. Seine Arbeiten wurden schnell in der Region bekannt. Den in der DDR knappen Zement besorgte er sich aus angeblich zerrissenen Säcken der Planwirtschaft. Im Nachbarort Kleinwelka wuchs der Wunsch, ebenfalls einen Saurierpark bzw. Urzoo anzulegen, der dann 1981 verwirklicht wurde. Der Urzoo wurde schnell in der DDR populär.
Neben der Anlage in Kleinwelka baute Franz Gruß seinen privaten Sauriergarten weiter aus. Franz Gruß arbeitete bis 1991 in beiden Arealen, führte die Arbeiten ab 1991 bis zu seinem Tod jedoch nur noch in der privaten Anlage, dem Sauriergarten fort, da er sich wegen der Einnahmen mit der Gemeinde zerstritten hatte. Seit 1994 führt die Arbeiten im Saurierpark der Bildhauer Thomas Stern weiter. Saurierpark und -garten sind inzwischen miteinander verbunden und mit einer Eintrittskarte zu besichtigen.
Gruß eröffnete 1996 mit dem Urzeitpark ein weiteres privates Areal in Sebnitz. Dort sind mehr als 400 Plastiken von Sauriern und anderen Urzeittieren zu besichtigen. Der zurückhaltende Autodidakt starb zehn Jahre später fünfundsiebzigjährig an Krebs im Bautzener Ortsteil Großwelka.

## Ehrungen
- Leibniz-Medaille (Berlin) (1984)
- Bundesverdienstkreuz am Bande (14. Oktober 1996)[2]
- Eintrag im Guinness-Buch der Rekorde (1999)